# HTC Magic
HTC Magic (v USA prodávaný jako: T-Mobile myTouch 3G a v Japonsku jako: NTT DoCoMo HT-03A) je smartphone vytvořený společností HTC. Je to druhé zařízení společnosti HTC, které má nainstalován operační systém Android, po HTC Dream. Odhalen byl na Mobile World Congress v Barceloně 17. února 2009.

## Software
HTC Magic má nainstalovaný operační systém Android a je dodáván s předinstalovaným prohlížečem WebKit. Další předinstalovaný software umožňuje přístup k různým službám Googlu, včetně Gmail, Google search, Google Mapy, Google Talk a YouTube.
Stejně jako HTC Dream, má tento telefon aplikace jako: Android Market, které umožňují uživatelům stahovat nové softwarové aplikace od vývojářů třetích stran.
Rovněž zde je několik neoficiálních verzí Android, jako je CyanogenMod firmware, který nabízí vyšší výkon.
Většina mobilních operátorů nechala předinstalovat Android 2.2 Froyo, včetně T-Mobile a Vodafone.

## Hardware
- Existují dva různé typy:
  - PVT32A s procesorem Qualcomm MSM7200A ARM11 a 288 MB RAM.
  - PVT32B s procesorem Qualcomm MSM7201A ARM11 a 192 MB RAM.